# Grotte de Thaïs
Die Höhle von Thaïs (französisch: Grotte de Thaïs) befindet sich im Département Isère, im Ort Saint-Nazaire-en-Royans unmittelbar am Ufer der Bourne, bevor diese in die Isère übergeht. Der Straßenzugang erfolgt über die Autobahn A 49 Grenoble – Valence von Westen über die Straße D 532. Der Eingang der Höhle befindet sich am Fuße des Aquädukts von Saint-Nazaire-en-Royans.

## Geschichte
Die Grotte war 1870 den Anwohnern bereits bekannt. In ihrem Dialekt nannten sie sie „tai“, was Dachs bedeutet. Am Ende des 19. Jahrhunderts wurde die Höhle in „Thaïs“ umbenannt, und es wird angenommen, dass dies im Zusammenhang mit der gleichnamigen Novelle von Anatole France aus dem Jahr 1891 und der entsprechenden Oper Thaïs von Jules Massenet mit dem Libretto von Louis Gallet steht, die 1894 uraufgeführt wurde.
Heute sind mehrere hundert Meter in der Höhle für die Öffentlichkeit zugänglich. Der heutige Haupteingang war in prähistorischen Zeiten nicht in Benutzung.

## Beschreibung
Wie alle Karsthöhlen wurde auch die Höhle von Thaïs vom Wasser ausgehöhlt (hydraulische und hydrochemische Erosionen). In der Höhle finden sich Tropfsteine. Am Ende des öffentlich zugänglichen Bereichs befindet sich der sogenannte „Supf“, von dem aus das Höhlensystem weiterhin unter Wasser erforscht wird. Der Abfluss des unterirdischen Baches Thaïs aus dem Höhlensystem erfolgt unmittelbar rechts neben dem heutigen Haupteingang in die Bourne.
Die Temperatur in der Grotte beträgt das ganze Jahr über 13 Grad Celsius.
Im Vercors gibt es zahlreiche weitere Schauhöhlen, wie zum Beispiel die Grotte de Choranche.

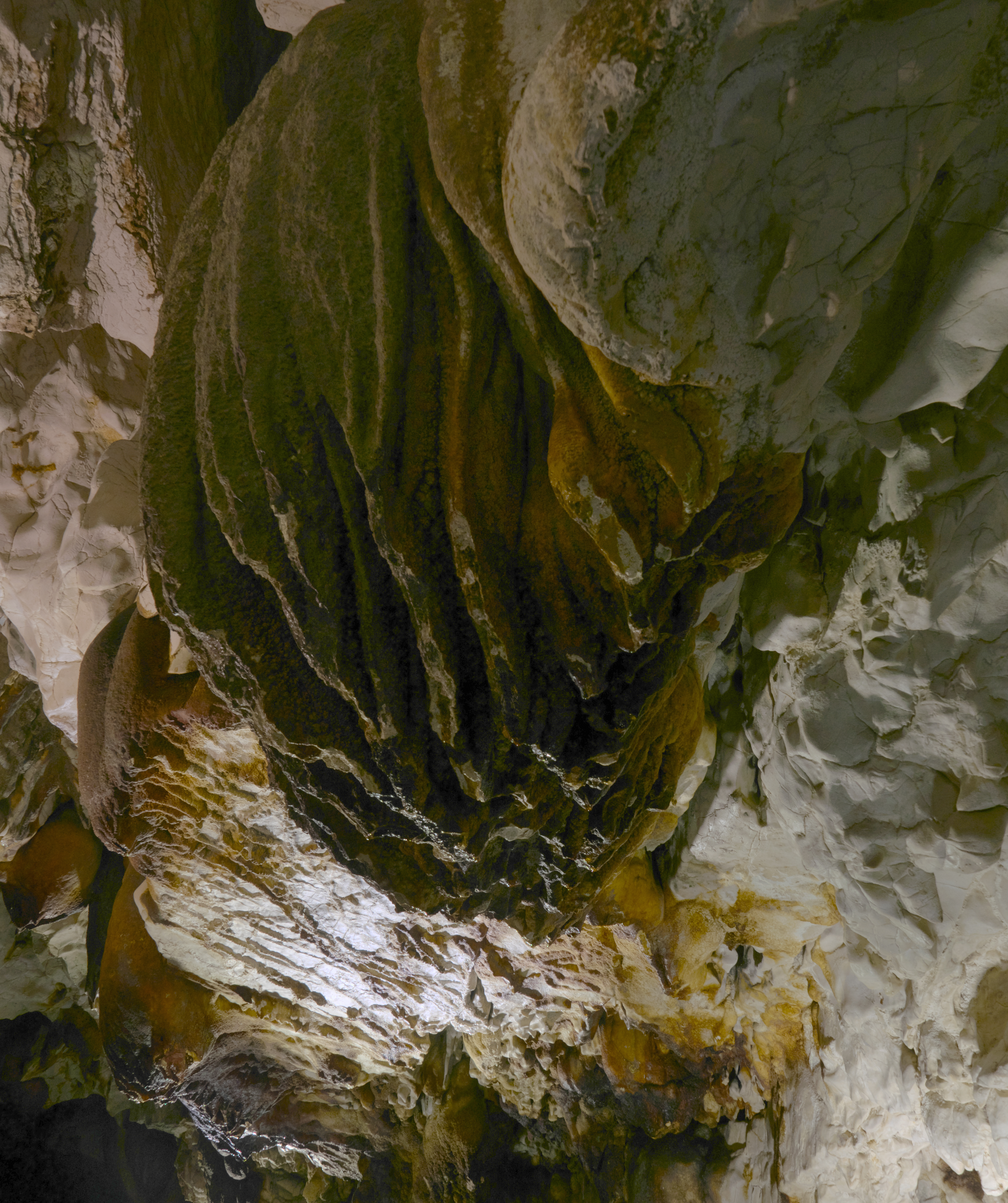
Massiver Stalaktit
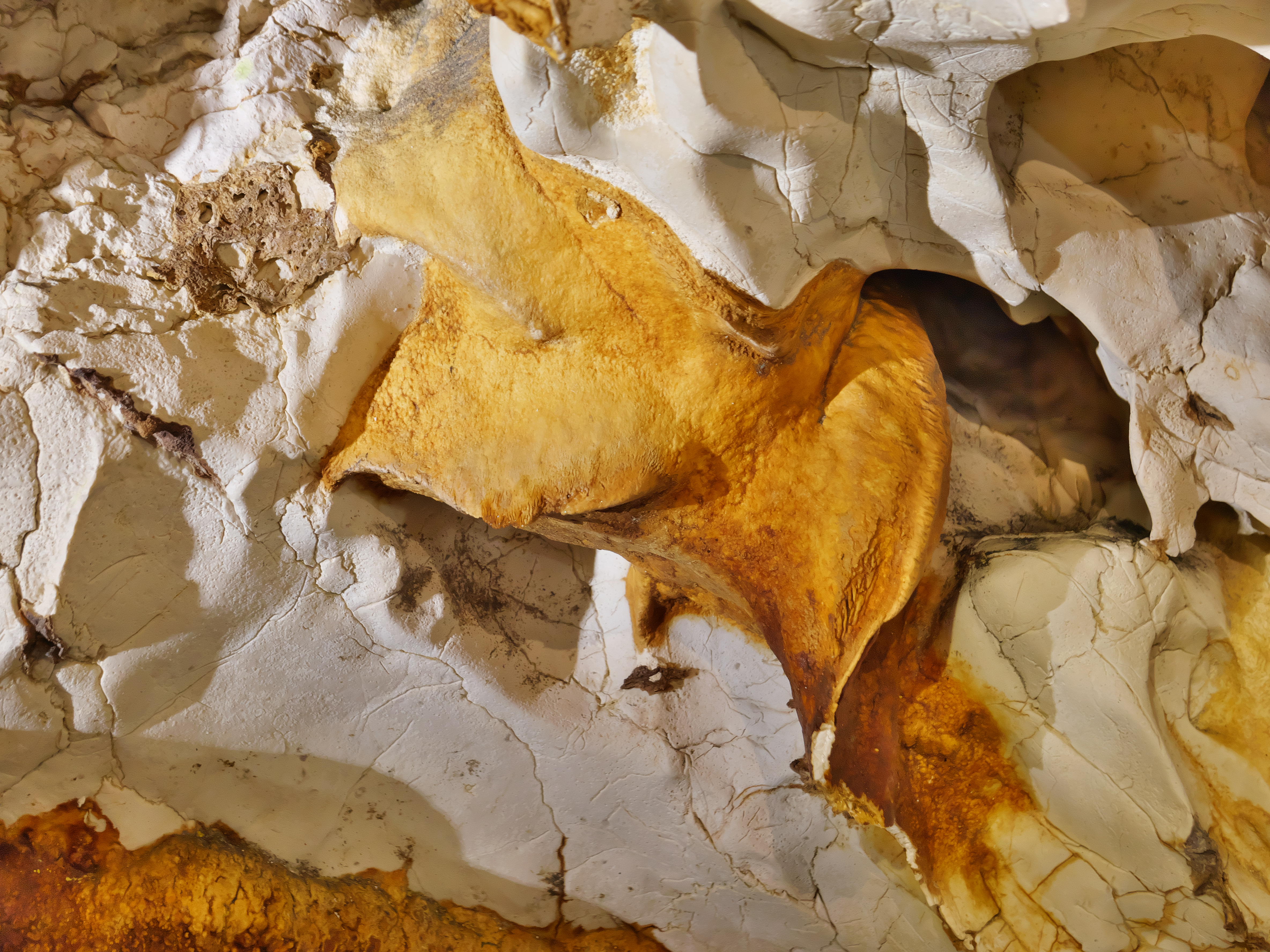
Farbig abgegrenzte Höhlenwandbereiche
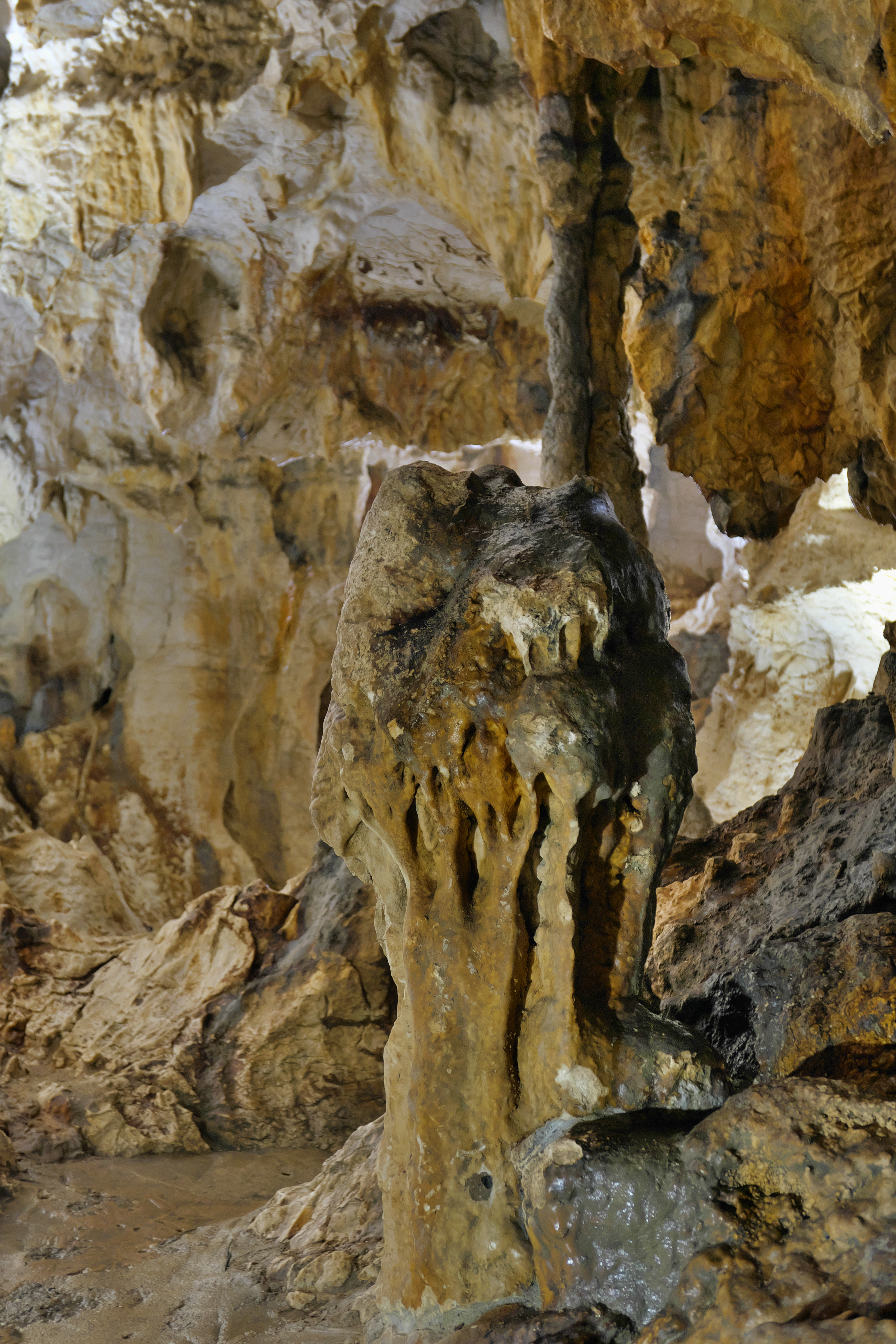
Stalagmitenformation
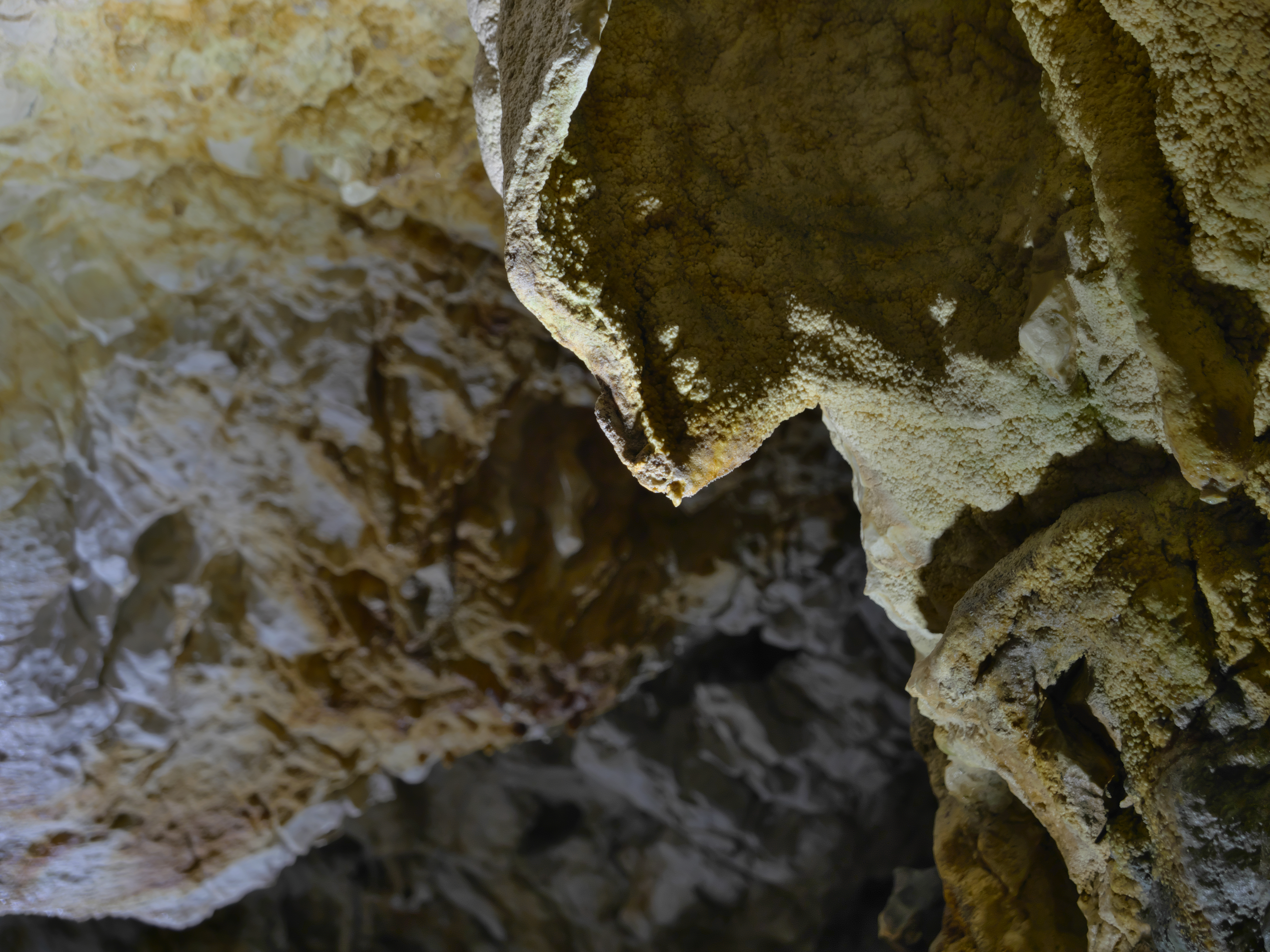
Stalaktit
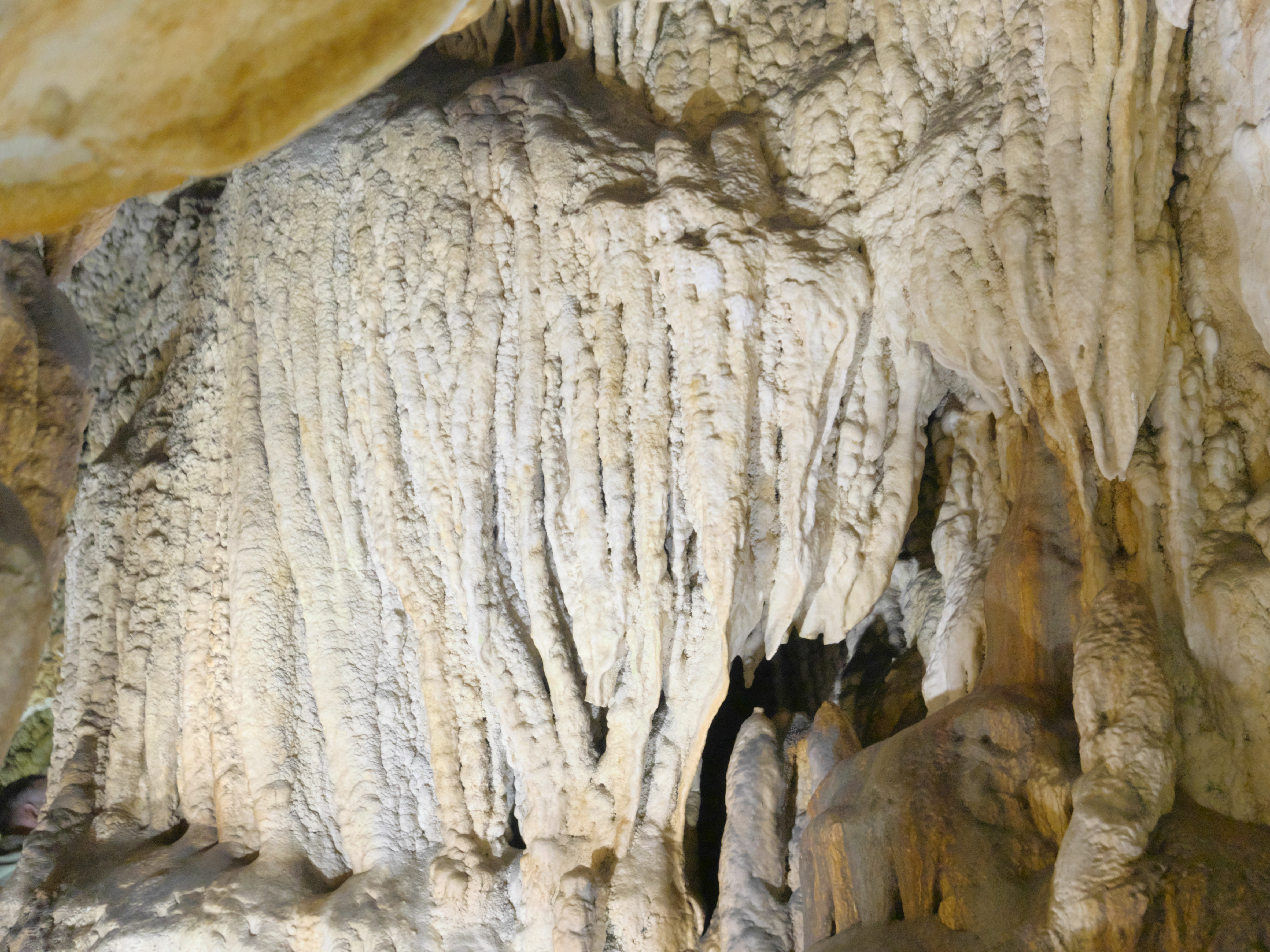
Kalkformationen
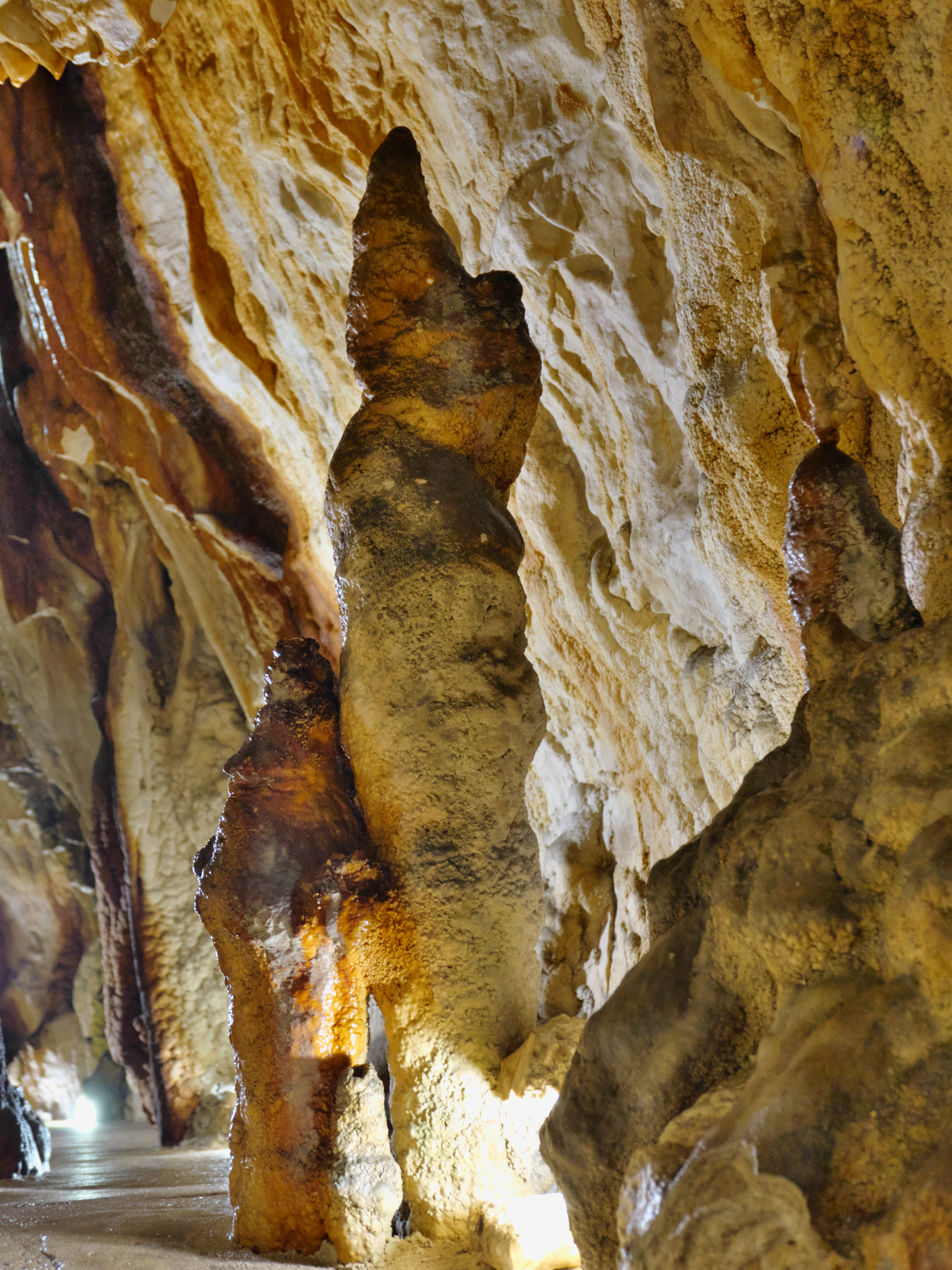
Stalagmiten

## Archäologie
Teile der Höhle wurden bereits am Ende der Letzten Kaltzeit vom Cro-Magnon-Mensch genutzt. In der Höhle wurden zahlreiche Tierknochen aus dieser Zeit gefunden, unter anderem von Murmeltieren und Steinböcken, von denen einer besondere Bedeutung hat, da er mit regelmäßigen gekerbten Reihen versehen ist. Dieser Knochen (Nummer 450) wurde in den 1960er Jahren gefunden, ist knapp neun Zentimeter lang sowie 2,7 Zentimeter hoch, 12500 Jahre alt (Azilien) und befindet sich seit 2006 im Musée d’Art et d’Archéologie de Valence. Nach den Untersuchungsergebnissen des US-amerikanischen Archäologen Alexander Marschack aus dem Jahr 1991 besteht die Vermutung, dass die Kerben keinen dekorativen Zweck haben, sondern zum Zählen des Mondalters und zum Führen eines Lunarkalenders verwendet wurden. Eine Forschergruppe der Universität Bordeaux untersucht diesen Knochen im Rahmen des europäischen Projekts Origin and Evolution of Cognitive Tools for Quantification (ERC QUANTA), das sich mit den Ursprüngen der menschlichen Kalendermessung befasst. Der Knochen wurde als „beweglicher Gegenstand“ von der UNESCO in die Kategorie „Astronomisches Erbe“ aufgenommen.

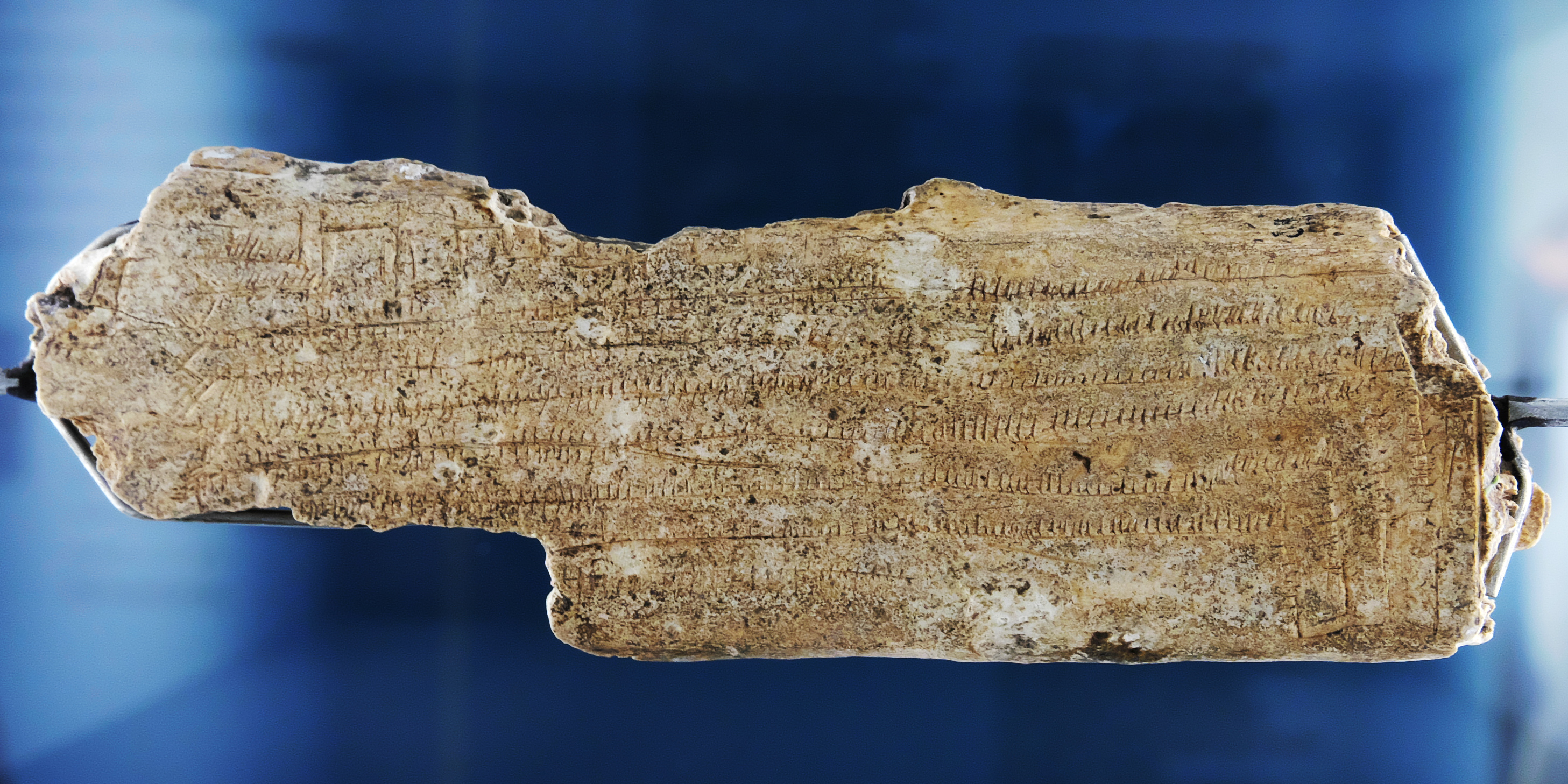
Gekerbter Knochen
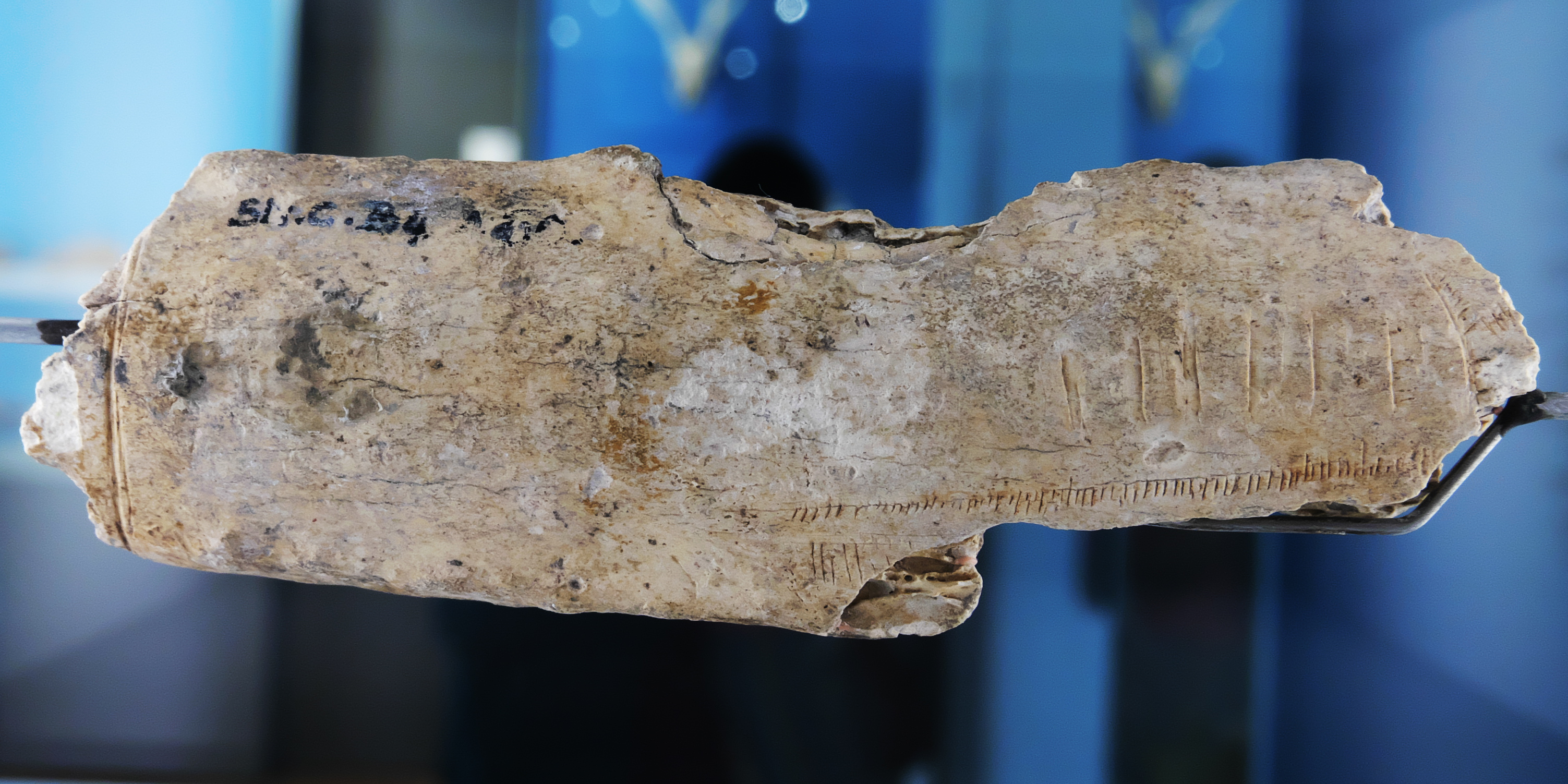
Gekerbter Knochen